# Seznam pinských biskupů
- Zygmunt Łoziński (1925–1932)
- Kazimierz Bukraba (1932–1946)
  - Władysław Jędruszuk (1967–1991) (apoštolský administrátor)
  - Kazimierz Świątek (1991–2011) (apoštolský administrátor)
  - Tadeusz Kondrusiewicz (2011–2012) (apoštolský administrátor)
- Antoni Dziemianko, od 2012